# En canot sur les chemins d'eau du Roi
En canot sur les chemins d'eau du Roi, une aventure en Amérique est un récit de voyage de Jean Raspail paru chez Albin Michel en novembre 2005  (ISBN 2-226-16824-9).

## Résumé

Possessions françaises en Amérique du Nord en 1750 (en bleu)

Le livre est le récit du voyage que Jean Raspail a entrepris en 1949, avec trois de ses amis (Philippe Andrieu, Jacques Boucharlat et Yves Korbendau).
À la suite du père Marquette, missionnaire jésuite qui découvrit le Mississippi en 1673, ils ont relié Trois-Rivières, au Québec à La Nouvelle-Orléans, en Louisiane, à bord de deux canots (le Huard et le Griffon), sous le nom d'Équipe Marquette.
De l'embouchure du Saint-Laurent à celle du Mississippi, en passant par la rivière des Outaouais et les Grands Lacs, ils ont ainsi parcouru ce qui constituait autrefois la Nouvelle-France, à laquelle il est très souvent fait référence tout au long de l'œuvre.

## Chapitrage
1. Saint-Laurent
2. Outaouais
3. Outaouais et Mataouane
4. Grands Lacs
5. Grands Lacs et Folle Avoine
6. Fort de Chartres et Mississipi

## Récompense
En 2006, le livre a reçu le prix littéraire de l'armée de terre - Erwan Bergot.